# Prêmio Nacional de Literatura Asturiana
O Prêmio Nacional de Literatura Asturiana é um galardão literário que concede a Academia da Língua Asturiana, cada três anos, aos escritores que mais destacarem pela so trajetória na literatura en língua asturiana. O prêmio não pode ser repartido entre mais do que um autor nem pode ser concedido postumamente. A primeira edição foi en 2017.
O júri que outorga os prêmios está formado pelo Presidente ou Presidenta da Academia da Língua Asturiana, três membros de número da instituição, um representante da Assessoria de Educação e Cultura do Governo de Astúrias e duas personalidades de reconhecido prestígio do mundo universitário especialistas em literatura asturiana. 
O prêmio está dotado con 3.000 euros, um medalhão distintivo do escultor Adolfo Manzano e a publicação duma pequena antologia
representativa da produção literária do autor.

## Edições celebradas
Tras a publicação das bases do prêmio o 15 de setembro de 2016 e a apertura do prazo para a apresentação de candidaturas os finalistas ficaram ser os seguintes: Xuan Bello, Antón García, Roberto González-Quevedo, Berta Piñán y Xuan Xosé Sánchez Vicente.
O veredito foi anunciado o 13 de janeiro de 2017 e teve como ganador o Xuan Bello de Tineo.
O júri destacou que Bello «pôs o asturianu no mapa da literatura estatal e internacional» referindo concretamente à sua obra Hestoria Universal de Paniceiros. Nesta edição o júri foi composto por: Ana María Cano (Presidenta da Academia),  Xosé Antón González Riaño, Xosé Ramón Iglesias e Carmen Muñiz Chacón (académicos de número); Fernando Padilla Palicio (representante da Assessoria) e os profesores da Universidade de Oviedo José Luis García Martín y Leopoldo Sánchez Torre (personalidades de reconhecido prestígio).